# Boys Be...
Boys Be... (ボーイズ・ビー, Bōizu Bī) és una sèrie manga escrita per Masahiro Itabashi i il·lustrada per Hiroyuki Tamakoshi, publicada l'any 1991 a la Shukan Shonen Magazine de Kodansha. Posteriorment, fou adaptada en versió anime per Hal Film Maker l'any 2000.
La sèrie fou distribuïda a Espanya en DVD per Jonu Media. A Catalunya, fou estrenada pel canal K3 des del 12 de gener de 2002 fins al 24 de febrer de 2002, reemetent-se posteriorment en diverses ocasions.

## Argument
La sèrie és un retrat de les experiències de sis adolescents, tres nois i tres noies, i de com aquests van descobrint les diferents fases de l'amor i s'han d'enfrontar amb dificultats i conflictes típics com la vergonya o la por que els rebutgin. Es mostren les alegries, tristors i sentiments en general del primers amors i el romanç adolescent. Sis estudiants lluiten per la cerca de la seva ànima germana. Els seus únics enemics solen ser els límits de l'adolescència.
La història comença a la primavera quan en Kyoichi Kanzaki va caminant cap a l'institut i, de sobte, una noia molt guapa, la Chiharu Nitta, es posa a parlar amb ell. Al llarg dels 13 capítols que dura la sèrie la història anirà madurant. Cada episodi comença i finalitza amb una cita filosofal (potser del mateix Kyouichi) que, curiosament, acaba resumint el concepte del mateix episodi i està relacionada amb una estació de l'any. Al principi, sembla que la sèrie gira entorn de la relació d'en Kyouichi i la Chiharu, quan ell deixa de veure-la com la seva amiga de la infància. Però també altres personatges de la sèrie acabaran sent protagonistes.

## Personatges

### Personatges principals
Kyoichi Kanzaki (神崎恭一, Kanzaki Kyōichi)
- Veu: Kenichi Suzumara  (japonès), Albert Trifol Segarra (català)

És el protagonista de la sèrie. Viu a Tòquio amb la seva germana gran i va a l'institut. En Kyoichi Kanzaki és un noi extremadament sensible i com que li costa molt expressar tot el que sent, tot el que el preocupa, es desfoga amb la pintura i amb l'art en general. Ara bé, l'única obra d'art que en Kyoichi seria incapaç de reproduir amb el pinzell és la bellesa natural i dolça de la Chiharu. Sap que la Chiharu Nitta és la dona de la seva vida i que no en podrà estimar mai cap altra de la mateixa manera que l'estima a ella. La Chiharu és una obsessió per en Kyoichi i també és el primer amor. Però aquest jove artista, tot i que té els sentiments molt clars, és incapaç d'expressar el que sent i ho guarda tot en el seu interior.
Chiharu Nitta (新田千春, Nitta Chiharu)
- Veu: Murai Kasuza  (japonès), Eva Lluch (català)

La Chiharu és la millor amiga d'en Kyoichi a més de ser molt amiga de la Yumi i de l'Aki. Però l'amistat que té amb en Kyoichi és molt especial i sap que ell és una persona única per ella. Però se sent una mica confosa, ja que no sap si el que sent per ell és només amistat o s'hi també si barreja l'amor. La Chiharu és una noia molt maca, ambiciosa i exigent amb ella mateixa. Per això s'esforça al màxim per donar tot el que pot i més a les classes de l'institut, en els entrenaments d'atletisme i en la seva vida social. El seu objectiu principal és arribar a ser una gran atleta i per això lluita per aconseguir-ho i no es compadeix en cap moment d'ella mateixa, ja que té clar que si no s'esforça tot quedarà en un somni.
Yoshihiko Kenjo (剣城美彦, Kenjō Yoshihiko)
- Veu: Hideo Ishikawa  (japonès), Josep Maria Mas (català)

En Yoshihiko és el guaperes de l'institut. És tot fibra i músculs i a més té uns ulls marrons penetrants i que desfan amb una sola mirada. És el típic noi que fa caure la bava a totes les noies de l'institut i amb el qui a més d'una li agradaria quedar-se tancada en un ascensor. Però a més de la seva indiscutible perfecció física, és un noi molt agradable. El problema és que no li agrada mostrar-se tal com és i per la raó que sigui prefereix posar-se una màscara i mostrar-se com un noi poc romàntic i sensible. En Yoshihiko Kenjo és d'aquells tipus de nois que són bons amb tot el que es proposen perquè quan creuen amb alguna cosa lluiten fins que l'aconsegueixen. Segurament és per això que en Yoshihiko és el millor jugador de beisbol de l'intitut Otawa-No-Mori.
Aki Mizutani (水谷亜紀, Mizutani Aki)
- Veu: Yuri Shiratori  (japonès), Mònica Padrós (català)

L'Aki és una noia plena d'energia i li encanta sortir amb les seves amigues i parlar-hi de nois. En realitat, l'Aki podria passar-se hores i més hores parlant del cul d'aquell o la mirada de l'altre. Les seves dues millors amigues són la Yumi i la Chiharu, amb qui va a l'institut i és passa hores al Clara Coffee, el seu bar predilecte. Podríem dir que l'Aki és la versió femenina d'en Makoto ja que tots dos estan obsessionats amb el sexe contrari. Tot i aquesta obsessió només hi ha un home en el cor de l'Aki, l'Ueno. L'Aki se l'estima amb bogeria i li és molt fidel. L'Aki és la noia més popular de l'institut.
Makoto Kurumizawa (胡桃沢マコト, Kurumizawa Makoto)
- Veu: Akira Ishida  (japonès), Claudi Domingo (català)

En Makoto és un noi molt extravertit i li encanta parlar de noies i anar-hi al darrere. A primera vista, en Makoto pot semblar una mica pervertit ja que és capaç de fer les mil-i-una per veure les calces o els pits de totes les noies que es troba pel camí. A més es dedica a intercanviar informació sobre noies amb els seus amics a canvi de xocolatines. Però si mirem una mica més enllà veurem que en Makoto és més sensible del que ens pensem i que en el fons el que busca és una noia que l'estimi i l'entengui. El problema és que si continua fent el ruc no n'hi haurà cap que l'aguanti. En Makoto tot i que està com una cabra no té cap problema a l'hora d'ajudar la seva mare al bar que té, el Clara Coffee, passant-se tardes fent de cambrer.
Yumi Kazama (風間有美, Kazama Yumi)
- Veu: Miki Nagasawa  (japonès)

La Yumi Kazama és la noia amb ulleres i, com acostuma a passar en moltes sèries, la noia amb ulleres és sinònim d'estudiosa, tímida i no gaire popular. Doncs en aquesta sèrie es torna a complir el tòpic. Però a més de ser molt estudiosa i intel·ligent, la Yumi també és molt bona amiga de les seves amigues i les ajuda sempre que pot. Ella no acostuma a parlar gaire dels seus sentiments i li faria molta vergonya que algú descobrís qui és el noi que li agrada. La Yumi no aguanta els nois maleducats i és d'aquelles que encara creu en què hi ha un príncep blau.

## Cançons
- La música de fons va córrer a compte de Be Factory.
- Cançó d'obertura: "Daijobu", per Maeda Aki. Excepte al tretzè episodi: "Hatsukoi", per Yuka Imai
- Cançó de tancament: "Minna ga Ii ne", per Maeda Aki. I "My Tomorrow" de Yuka Imai, al vuitè episodi.